# Henry Holland, 1. Baronet
Sir Henry Holland, 1. Baronet (* 27. Oktober 1788 in Knutsford, Cheshire; † 27. Oktober 1873 in London) war ein britischer Arzt und Reisender.

## Biografie

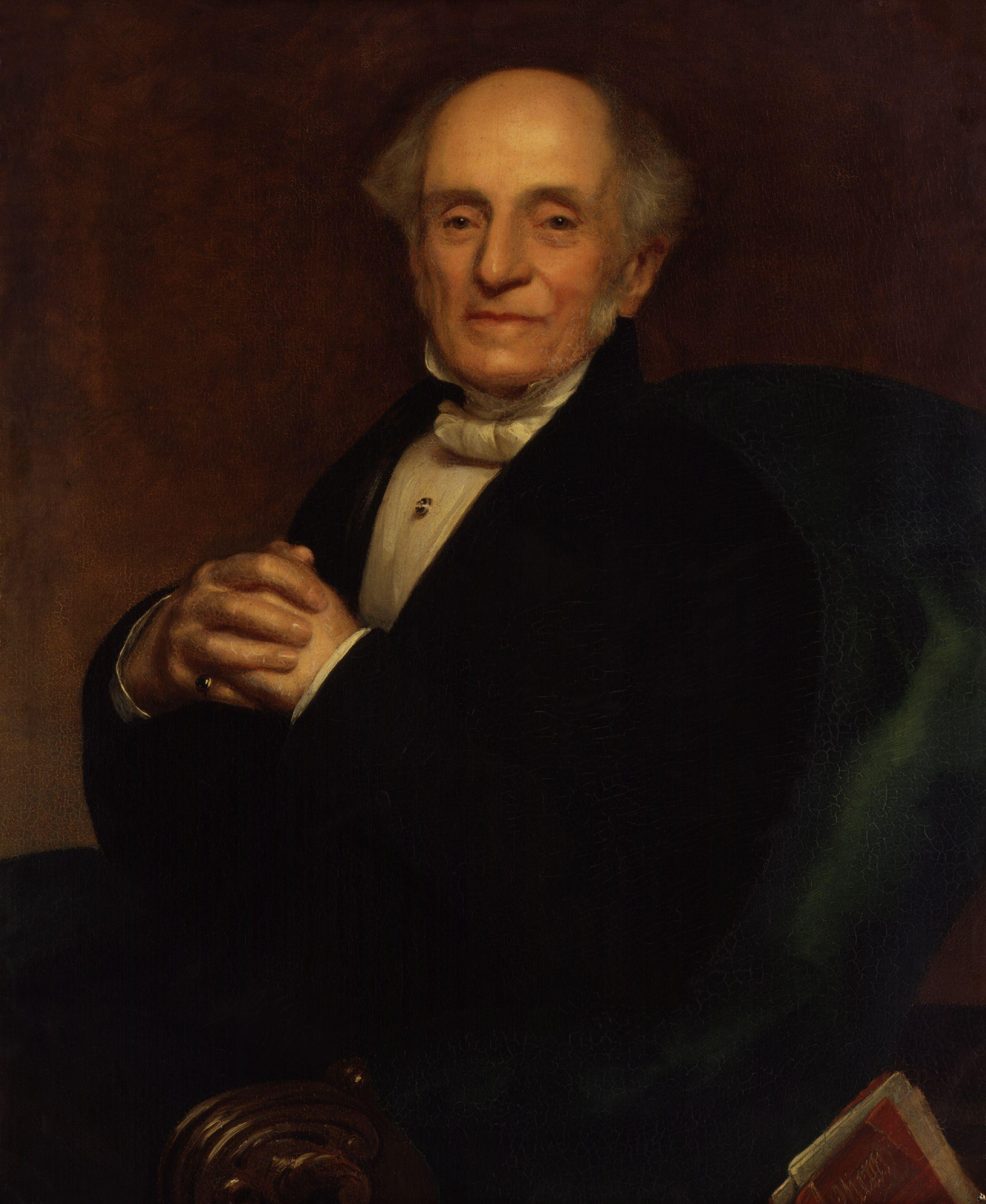
Sir Henry Holland, porträtiert von Thomas Brigstocke (National Portrait Gallery, London)

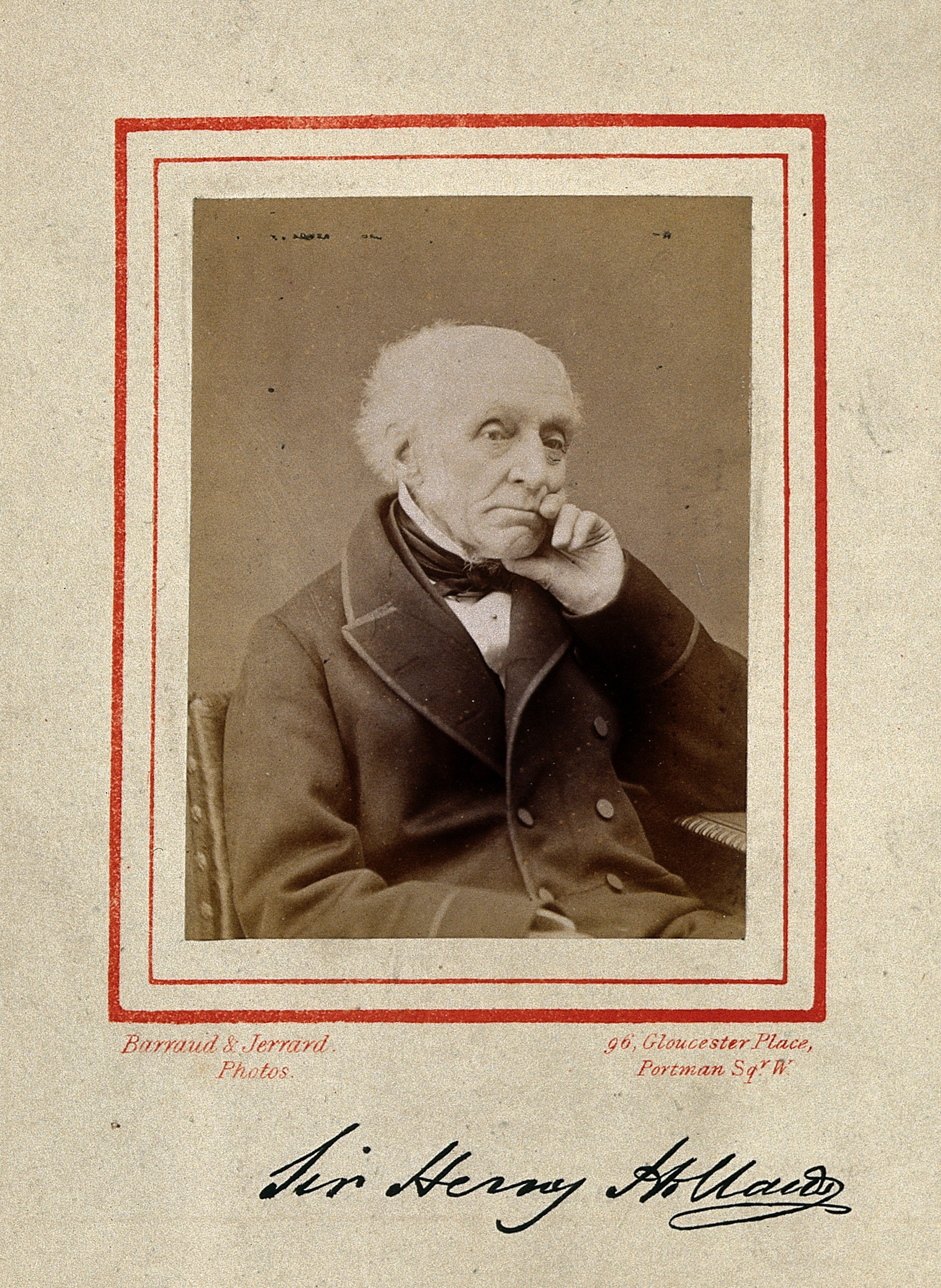
Sir Henry Holland, kurz vor seinem Tod fotografiert von Barraud & Jerrard (Wellcome Collection)

Holland wurde in Knutsford als Sohn des Arztes Peter Holland (1766–1853) und Mary Willets geboren; seine Cousine war die namhafte Schriftstellerin Elizabeth Gaskell (1810–1865). In seiner Jugend lernte er auch Charles Darwin kennen, da beide (über Henrys Mutter, einer Nichte von Josiah Wedgwood) miteinander verwandt waren; mit ihm hielt er eine lebenslange Freundschaft aufrecht.
Seine Schulbildung erhielt Holland zuerst in Newcastle upon Tyne, dann (ab 1803) in Bristol. Ab Oktober 1806 studierte er Medizin an der University of Edinburgh, deren renommierte medizinische Fakultät damals zahlreiche Studenten aus England anzog. Im Herbst 1811 schloss er sein Studium ab. In diesem Jahr hatte er es bereits zu einer Mitgliedschaft in der Royal Medical Society of Edinburgh und zu einer Ehrenmitgliedschaft in der kurz zuvor in London gegründeten Geological Society gebracht, und im Jahr 1816 wurde er in die Royal Society of London for Improving Natural Knowledge (kurz: Royal Society) aufgenommen.
Er wurde bald ein bekannter Arzt und zählte viele Personen aus dem Hochadel, und schließlich auch aus dem britischen Königshaus, zu seinen Patienten, namentlich Königin Caroline, Wilhelm IV. und Königin Viktoria. Zu den Peers, die Holland früh in seiner Karriere kennenlernte, gehörten u. a. Lord Lansdowne und Lord Aberdeen; er verkehrte aber auch mit Lord Byron und Sir Humphry Davy. Am 10. Mai 1853 wurde ihm in der Baronetage of the United Kingdom der erbliche Adelstitel eines Baronet, of Sandlebridge in the County Palatine of Chester, verliehen.
Im Alter von 34 Jahren heiratete er die sieben Jahre jüngere Margaret Emma Caldwell (1795–1830); das Paar hatte vier Kinder, zwei Söhne und zwei Töchter. Nach dem frühen Tod seiner ersten Frau ehelichte Holland im Jahr 1834 Saba Smith (1802–1866), die Tochter des bekannten Klerikers und Humoristen Sydney Smith (1771–1845). Aus dieser zweiten Ehe gingen zwei Töchter hervor, Caroline und Gertrude.
Sir Henry Holland starb an seinem 85. Geburtstag 1873 in London, als er gerade von einer Reise nach Rom und Moskau zurückgekehrt war. Er wurde auf dem St. Mary’s Churchyard in Willesden, London (Stadtbezirk Brent), begraben.

## Reisen
Hollands Nachruhm beruht im Wesentlichen auf seinen Reisen und insbesondere auf einem Reisebericht, der zuerst 1815 erschien. Noch vor seinem Studium soll Holland den Wunsch geäußert haben, Kaufmann zu werden, weil er sich davon ein Leben auf Reisen versprach. Tatsächlich ging er 1804–1805 für eine kurze Zeit bei einem Kaufmann in Liverpool in die Lehre – trotz der geringen Begeisterung seines Vaters über diese Berufswahl –, doch im Jahr 1806 entschied er sich für ein Medizinstudium. Aber sein Wunsch, in seinem Leben viele Reisen zu machen, sollte sich dennoch erfüllen.
Holland besuchte im Lauf seines langen Lebens Island und die Faröer-Inseln (1810), Spanien und Portugal (1812), Epirus, Thessalien, Thessaloniki und Athen (1812–1813), Deutschland, die Schweiz und Italien (1814), Frankreich und die Niederlande (1815). Die Reise im Jahr 1814 unternahm er als Leibarzt von Caroline von Braunschweig-Wolfenbüttel, die durch ihre Heirat mit Georg IV. Princess of Wales und britische Königin war.
Im Januar 1816 begann Holland seine Karriere als niedergelassener Arzt in London, und im Jahr 1820 bezog er das Haus in der Brook Street, das er bis zu seinem Tod bewohnen sollte. Aber seine beruflichen Verpflichtungen hielten ihn nicht davon ab, auch weiterhin viele, zum größten Teil weite und beschwerliche, Reisen zu unternehmen. Er selbst sagt in seinen Memoiren, er habe zwischen 1815 und 1872 nur zwei Jahre erlebt, in denen er nicht mindestens eine etwa zweimonatige Herbstreise unternahm. Die Aufzählung dieser Reisen, in Hollands eigenen Worten, ist beeindruckend:
| "In the series of these annual journeys, which seldom exceeded the time just mentioned, I have visited (and most of them repeatedly) every single capital of Europe—have made eight voyages to the United States and Canada, travelling over more than 26,000 miles of the American continent—one voyage to Jamaica, and other West Indian Islands—have been four times in the East, visiting Constantinople, various parts of Asia Minor, Damascus, Jerusalem, and Cairo—have made three tours in Algeria, two journeys in Russia, several in Sweden and Norway, repeated visits to Spain, Portugal, and Italy, a second visit to Iceland, voyages to the Canary Isles, Madeira, Dalmatia, &c., and other excursions which it would be tedious to enumerate." | „Im Rahmen dieser alljährlichen Reisen, die selten über den erwähnten Zeitraum hinausgingen, besuchte ich (und die meisten von ihnen mehr als einmal) jede einzelne Hauptstadt in Europa; machte ich acht Reisen in die USA und nach Kanada, wobei ich mehr als 26.000 Meilen auf dem amerikanischen Kontinent zurücklegte; eine Reise nach Jamaika und auf andere Westindische Inseln; war ich vier Mal im Orient und besuchte dort Konstantinopel, verschiedene Regionen in Kleinasien, Damaskus, Jerusalem und Kairo; machte ich drei Reisen in Algerien, zwei Reisen in Russland, mehrere in Schweden und Norwegen, wiederholte Besuche in Spanien, Portugal und Italien, einen zweiten Besuch auf Island; Reisen auf die Kanarischen Inseln, Madeira, Dalmatien, usw.; und weitere Ausflüge, deren Aufzählung ermüdend wäre.“ |

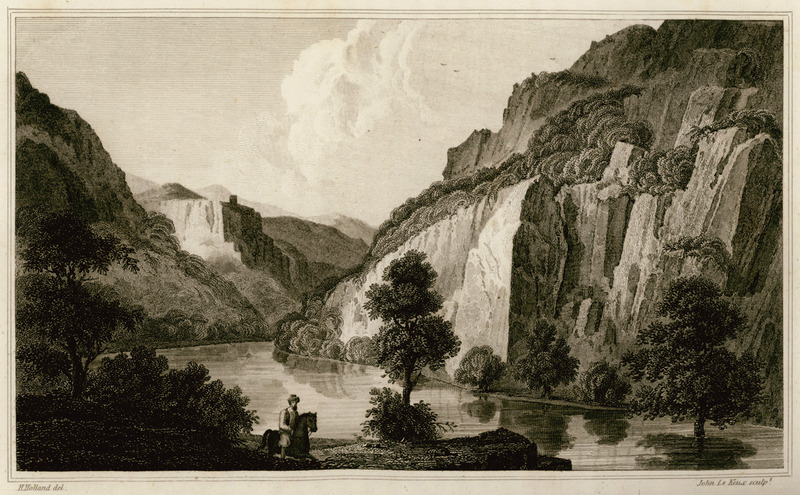
Das Tempe-Tal in Thessalien, aus Hollands Travels in the Ionian Isles (Ausg. 1819)

Einige dieser Reisen unternahm Holland erst in fortgeschrittenem Alter, so etwa nach Marokko im Jahr 1868, nach Jamaika im Jahr 1870 oder (zum zweiten Mal) nach Island im Jahr 1871. In den USA hielt er sich u. a. während des Amerikanischen Bürgerkriegs auf, so etwa in Virginia 1863, wo er die Vorposten der Unionsarmee besuchte. Konstantinopel und Kleinasien besuchte er 1861, wobei er auf der Anreise die Wallachei besuchte und über das Schwarze Meer fuhr. Und er unterließ es in der oben zitierten Aufzählung auch zu erwähnen, dass er sich 1830 in Finnland und 1833 in Südfrankreich aufhielt. Ebenso wenig erwähnt er, dass er 1848 durch Holstein und Dänemark reiste. In Algerien hielt er sich während der späten 1830er und 1840er Jahre auf, als die Franzosen unter General Bugeaud begonnen hatten, das Gesamtgebiet Algeriens mit Gewalt zu unterwerfen. Seit 1818 frequentierte er auch Spa in Belgien, damals zu den Niederlanden gehörig und ein renommierter Kurort.

## Travels in the Ionian Isles, &c.(1815)

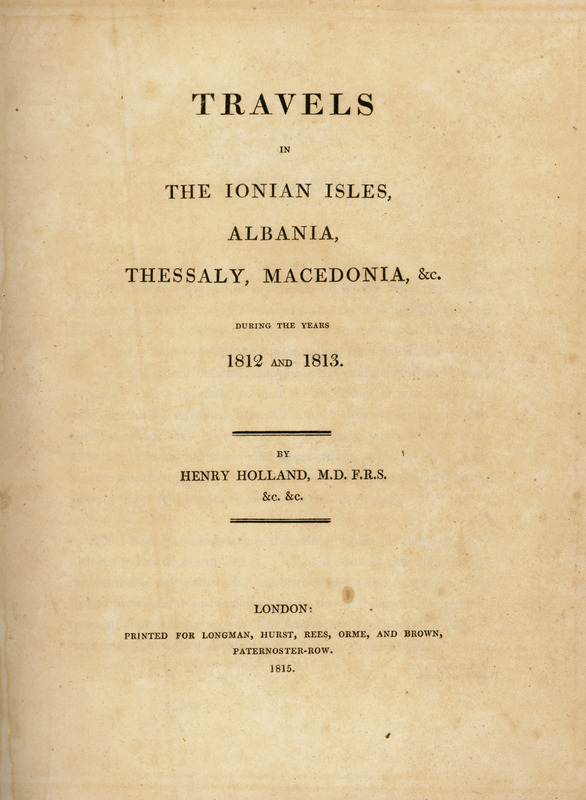
Travels in the Ionian Isles, Titelblatt der Erstausgabe 1815

Dieser zuerst in einem Band, 1819 dann in zwei Bänden (mit einer Karte) erschienene Reisebericht schildert hauptsächlich die Reisen, die Holland 1812–1813 im östlichen Mittelmeerraum unternommen hat. Das Vorwort ist datiert "Rome, 31st October, 1814". Es ist behauptet worden, Holland habe Griechenland zusammen mit dem Archäologen William Gell (1777–1836) und Richard Keppel Craven (1779–1851) bereist. Das geht allerdings aus Hollands Buch (wie auch aus Gells Schriften) nicht hervor; tatsächlich handelte es sich bei dem Reisebegleiter Hollands um einen gewissen J. Ramsay, den Holland in Messina kennengelernt hatte und der sich ihm anschloss. Gell bereiste zwar Griechenland 1811 (und möglicherweise in den beiden Folgejahren), aber zusammen mit den Architekten Francis Octavius Bedford (1784–1858) und John Peter Gandy.
Hollands Buch enthält ein einleitendes Kapitel über die Anreise nach Griechenland, welche über Portugal, Sardinien und Sizilien erfolgte. Die Hauptstücke des Berichts behandeln jedoch Epirus und das nördliche Thessalien, und hier besonders die Person von Ali Pascha, der in Ioannina (damals Yanya) residierte und mit welchem Holland mehrmals zusammentraf. Ali Pascha, der seit 1807 eine faktisch autonome Herrschaft in den Gebieten des heutigen Nordwestgriechenlands, Albaniens und Nordmazedoniens aufgebaut hatte, besaß für die damaligen politischen Verhältnisse im Osmanischen Reich eine herausragende Bedeutung und war auch eine im westlichen Europa bekannte Gestalt.
Die Weiterreise führte zunächst in den Norden bis nach Thessaloniki, bevor es in den Süden Griechenlands nach Delphi, Attika und Athen ging. Schließlich gelangten Holland und sein Begleiter wieder nach Epirus und weiter ins nördliche Albanien.
Die sogenannten "Ionischen Inseln" – die u. a. Korfu, Kefalonia, Ithaka und Zakynthos umfassen – standen zur Zeit von Hollands Reise, in den Jahren 1812–1813, noch unter französischem Protektorat, fielen aber wenige Jahre später (1815), nun unter der Bezeichnung United States of the Ionian Islands, unter das Protektorat Großbritanniens, unter dem sie bis 1864 verblieben.
Als er 1873 starb, fiel sein Adelstitel an seinen ersten Sohn aus erster Ehe, Henry Holland (1825–1914), der als Politiker Karriere machte und 1888 zum Baron Knutsford und 1895 zum Viscount Knutsford erhoben wurde.

## Schriften
- 1808: General View of the Agriculture of Cheshire. R. Phillips, London.
  - Neuauflage 1813: General View of the Agriculture of Cheshire; with Observations on the Means of its Improvement. Drawn up for the Consideration of the Board of Agriculture and Internal Improvement. London: Sherwood, Neely, and Jones (Google).
- 1811: Dissertatio medica inauguralis, de morbis Islandiae. R. Allan, Edinburgh.
- 1811: A Sketch of the natural History of the Cheshire Rock-Salt District. In: Transactions of the Geological Society. 1. Reihe, Band I (London 1811), S. 38–62.
- 1815: Travels in the Ionian Isles, Albania, Thessaly, Macedonia, &c. during the Years 1812 and 1813. Longman & Co, London (Google).
  - Eine zweite, nur unwesentlich veränderte englische Ausgabe erschien in 2 Bänden im selben Verlag, London 1819 (Google: Band I) (Google: Band II).
  - Deutsche Ausgabe der ersten Auflage: Neue Reisen der Engländer. Band III: Dr. Holland's Reisen durch die Jonischen Inseln, Albanien, Thessalien, Macedonien und Griechenland in den Jahren 1812 und 1813. Jena: August Schmid und Comp. 1816 (Google).
  - Digitale Version, Cambridge University Press, 2012 (Google).
- 1839: Medical Notes and Reflections. Longman & Co, London. Eine zweite Auflage erschien 1840 (Google).
  - Deutsche Ausgabe: Bemerkungen und Betrachtungen aus dem Gebiete der Medicin. Üb. Joseph Wallach. Karl Groos, Heidelberg 1840.
- 1852: Chapters on Mental Physiology. Longman & Co, London (Google).
- 1862: Essays on Scientific and other Subjects Contributed to the Edinburgh and Quarterly Reviews. New Edition. Longman & Co, London (Google).
  - Deutsche Ausgabe: Sir Henry Holland's Essays wissenschaftlichen und literarischen Inhalts. 2 Bände, Lührsen, Hamburg 1864.
- 1872: Recollections of Past Life.  D. Appleton & Co, New York (Google).
  - Digitale Version, Cambridge University Press, 2011 (Google).
- 1875 (posthum, hg. von seinem Sohn Rev. Francis James Holland): Fragmentary Papers on Science and other Subjects. Longman & Co, London (archive).